# Chapultepec
Chapultepec là một đô thị thuộc bang México, México. Năm 2005, dân số của đô thị này là 6581 người.